# Robert Grubb
Robert Grubb, född 31 januari 1950 i Hobart, Tasmanien, är en australisk skådespelare. Han utbildade sig till skådespelare på National Institute of Dramatic Art (NIDA) och tog examen därifrån 1978. En av hans mest kända roller är som Dr. Geoffrey Standish i tv-serien Doktorn kan komma. Han vann det australiska teaterpriset Helpmann Award för sin roll som Pop i den australiska teateruppsättningen av Queen-musikalen We Will Rock You.